# Lévi ben Abraham ben Hayyim
Lévi ben Abraham ben Ḥayyim (dit aussi Lévi ben Abraham de Villefranche) est un philosophe juif du XIIIe et XIVe siècles. Il est né en 1235 environ à Villefranche-de-Conflent, et mort après 1305. Il est l'auteur de deux œuvres à caractère encyclopédique en hébreu, intitulées Battei ha-Nefesh ve-ha-Leḥashim (Broches et porte-bonheur) et Livyat Ḥen (Chapelet de la grâce). Il était fortement inspiré par Moïse Maïmonide, et fut la cible principale de la seconde  controverse sur Maïmonide, qui eut lieu de 1303 à 1305. Selon certains (notamment Abraham Geiger), il était de son temps le représentant le plus important de la tradition de Maïmonide.

## Œuvres

### Battei ha-Nefesh ve-ha-Leḥashim
Lévi ben Abraham écrivit sa première encyclopédie à Montpellier en 1276. Selon sa propre présentation des choses, il était conscient qu'il fallait une encyclopédie brève et facile d'accès, mais ne se croyait pas capable de l'écrire, jusqu'au moment où il reçut une vision lui enjoignant de le faire.
Il intitula son œuvre Battei ha-Nefesh ve-ha-Leḥashim, une citation tirée du Livre d’Ésaïe (3:20). Dans le contexte d'Ésaïe, l'expression signifie « broches et porte-bonheur », mais hors contexte, elle peut aussi signifier « strophes sur l'âme et sur les secrets divins », et c'est le sens que lui donne Lévi ici. Le texte est écrit en prose rimée et consiste en 1846 distiques.
Le but de l'encyclopédie était de présenter les enseignements de Moïse Maïmonide de manière accessible. Selon Lévi ben Abraham, Maïmonide était un envoyé de Dieu pour nous libérer de la folie, notamment avec son Guide des égarés. Cependant le Guide des égarés était fait pour des gens aux grandes connaissances scientifiques. Lévi voulut donc présenter les mêmes enseignements pour des gens qui n'en savaient pas autant.
L'encyclopédie est divisée en dix livres : l'éthique, la logique, la Création, l'âme, la prophétie, le Char divin, les mathématiques (arithmétique et géométrie), l'astronomie avec l'astrologie, la science naturelle ou physique, et finalement la science divine ou métaphysique.

### Livyat Ḥen
Lévi ben Abraham était conscient qu'un texte relativement court en prose rimée, comme sa première encyclopédie, n'était pas suffisant pour vraiment enseigner les sciences. C'est pourquoi il commença une seconde œuvre plus détaillée, Livyat Ḥen (Chapelet de la grâce), en 1276, juste après avoir terminé la première. Il la révisa plusieurs fois pendant plus de vingt ans, de sorte qu'aujourd'hui on en a plusieurs versions et aucune d'entre elles n'est complète. Cela rend difficile d'en dire des choses avec certitude.
Warren Harvey conjecture que la structure de l'œuvre est censée être la suivante (présentation légèrement simplifiée):
- Pilier I: La raison
  - Livre 1: Éthique, logique, psychologie? (perdu)
  - Livre 2: Mathématiques, dont l'arithmétique et la géométrie
  - Livre 3: Astronomie et astrologie
  - Livre 4: Physique (perdu)
  - Livre 5: Métaphysique
- Pilier II: La tradition
  - Livre 6:
    - Partie 1: La prophétie et les secrets de la Torah
    - Partie 2: La foi
    - Partie 3: La Création

  - Livre 7:
    - Partie 1: Le Char divin
    - Partie 2: La porte de l'aggadah.

## Controverse
En 1303, une controverse éclata parmi les Juifs de Provence et de Catalogne sur Maïmonide et la philosophie. Un groupe de Juifs de Provence, dirigé par Abba Mari, s'adressa au rabbi Salomon ben Aderet de Barcelone pour dénoncer Lévi ben Abraham. Salomon ben Aderet réagit favorablement: il pressa les Juifs de Provence de couper le contact avec Lévi. Lévi dut quitter Narbonne, où il vivait en ce moment-là, et aller à Béziers. Là, son hôte fut également harcelé pour avoir accueilli un « infidèle. » Plusieurs lettres furent échangées, critiquant ou défendant Lévi ben Abraham.
Il n'est pas tout à fait clair pourquoi Lévi fut plus persécuté que d'autres philosophes.
Lévi lui-même se considérait comme une victime de son destin astrologique.
Selon Bäck et Touati, il ne faisait pas partie des élites, et était donc une victime plus facile.
Une autre possibilité est que ses positions ou son style étaient particulièrement extrêmes. Ainsi, selon Abraham Geiger, il était un des premiers à expliciter des propos que Maïmonide ne faisait que suggérer. Colette Sirat qualifie son style de « strident et agressif. » Selon Dov Schwartz, ce furent ses opinions astrologiques qui provoquèrent la persécution.
Il était peut-être simplement le représentant le plus important de la tradition de Maïmonide à cette époque: Joseph ibn Caspi (né en 1279), Gersonide (né en 1288) et Moïse de Narbonne (né peut-être en 1300) étaient encore jeunes; Jedaiah ben Abraham Bedersi (né peut-être en 1280) n'était pas encore connu comme philosophe, et Moshe ibn Tibbon était déjà mort.
Selon Warren Harvey, il fut persécuté parce qu'il voulait rendre la philosophie accessible au grand nombre plutôt que de la restreindre à un cercle d'initiés. Ainsi, une lettre de Salomon ben Aderet à Lévi explique que la philosophie n'est pas faite pour des individus mentalement faibles.
La controverse se termina en 1305. La cour de Salomon ben Aderet interdit d'étudier les textes philosophiques et scientifiques avant l'âge de vingt-cinq ans. Dans un annexe à la décision, elle interdit aussi les livres qui interprètent la Bible ou les traditions rabbiniques de manière non littérale. La plupart des exemples sont tirés de Livyat Ḥen, mais sans mentionner le nom de Lévi ben Abraham.